# 臼杵磨崖仏

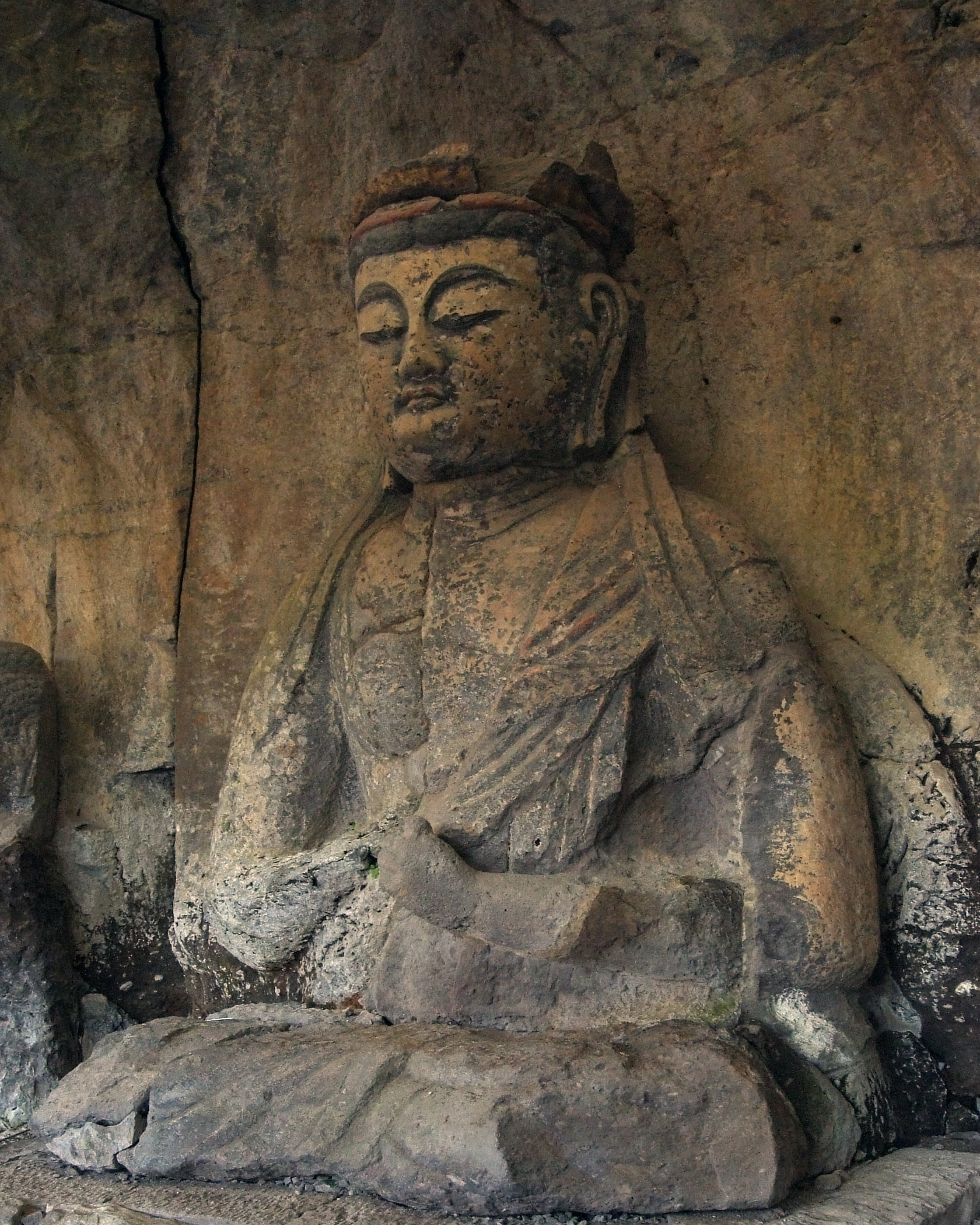
大日如来像（古園石仏群）

臼杵磨崖仏（うすきまがいぶつ）は、大分県臼杵市にある磨崖仏。一般には臼杵石仏（うすきせきぶつ）の名で知られている。臼杵八ヶ所霊場第一番札所。
1952年（昭和27年）に国の特別史跡に指定され、1995年（平成7年）には、磨崖仏として日本初、彫刻として九州初の国宝に指定された。臼杵磨崖仏は全4群61躯で構成され、そのうち59躯が国宝に指定されている。

## 歴史

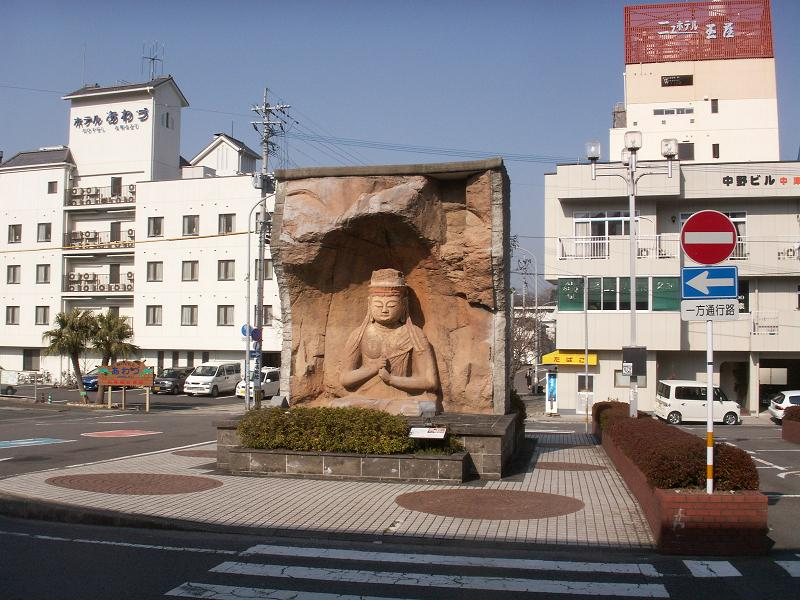
臼杵駅前にある大日如来像（古園石仏群）のレプリカ

磨崖仏造営の時期や事情を証する史料は一切残っていない。地元に伝わる「真名野長者伝説（炭焼き小五郎伝説）」では、この磨崖仏は亡くなった娘の菩提を弔うために長者が彫らせたとされており、用明天皇が登場することから、この伝説の舞台は6世紀後半と考えられる。しかし、実際の磨崖仏は、仏像の様式などから大部分は平安時代後期、一部は鎌倉時代の作と推定されている。
その後、磨崖仏は山岳仏教の衰退と共に忘れ去られ、1000年の風雨に曝され続けることとなった。元々阿蘇山からの火砕流が溶結した凝灰岩に掘られた石仏は脆く、また参拝者によって自然にできた道が大雨の際は川に変わり石仏を削り取った。現在、多くの石仏の下半身が切り取られたように無くなっているのはそのためである。
劣悪な環境の中で仏頭の多くが剥落した。中でも、最も有名な古園石仏群の大日如来像の仏頭は、1993年（平成5年）に保存修復が完了するまでの間、仏体下の台座に置かれたままであった。修復にあたっては、元の姿に戻すべきという意見と、臼杵のシンボルともなっている像の姿を大きく変えることを憂慮する意見との間で激しい論争が起きたが、仏頭の元の位置への修復が国宝指定の条件として文部省（当時）から提示されたため、最終的に元の位置へ復元されることとなった。臼杵駅のプラットホームにある仏頭のレプリカは修復前に作られたもので、仏頭が足下に置かれていた時期の状態をよく表している。一方、駅前にはこの像が彫られた当初の姿を復元したレプリカが設置されている。仏頭が再び体とつながったことで、参拝すると首がつながる、会社でリストラ（解雇）されないという俗説が生まれた。
なお、V字型の谷になっていた周辺の地形は、保存修復工事の際に、石仏が彫られていない方の壁が切り崩されて麓の里まで水を止めるものがなくなった上、石仏の周囲には排水設備が導入されたため、現在は石仏の下に水流ができるということは無くなった。しかし、岩陰の湿潤した条件では苔が繁殖しているため、その対策が行われている。

### 年表
- 1913年（大正2年） - 京都帝国大学教授小川琢治が臼杵磨崖仏を調査[2]。
- 1952年（昭和27年）3月29日 - 国の特別史跡に指定。
- 1959年（昭和34年）4月1日 - 観覧料の徴収開始。
- 1962年（昭和37年）6月21日 - 国の重要文化財に指定。
- 1963年（昭和38年）3月28日 - 保存工事落成式挙行。
- 1964年（昭和39年）1月6日 - 臼杵駅ホームに古園石仏群大日如来像の頭部模型を設置。
- 1993年（平成5年）8月25日 - 古園石仏群大日如来の仏頭がもとの位置に復元される。
- 1994年（平成6年）3月25日 - 保存修復工事及び覆屋工事の落成式挙行。
- 1995年（平成7年）6月15日 - 国宝に指定。
- 2017年（平成29年）9月15日 - 金剛力士立像2躯が国宝に追加指定される[3][4]。

## 磨崖仏の概要

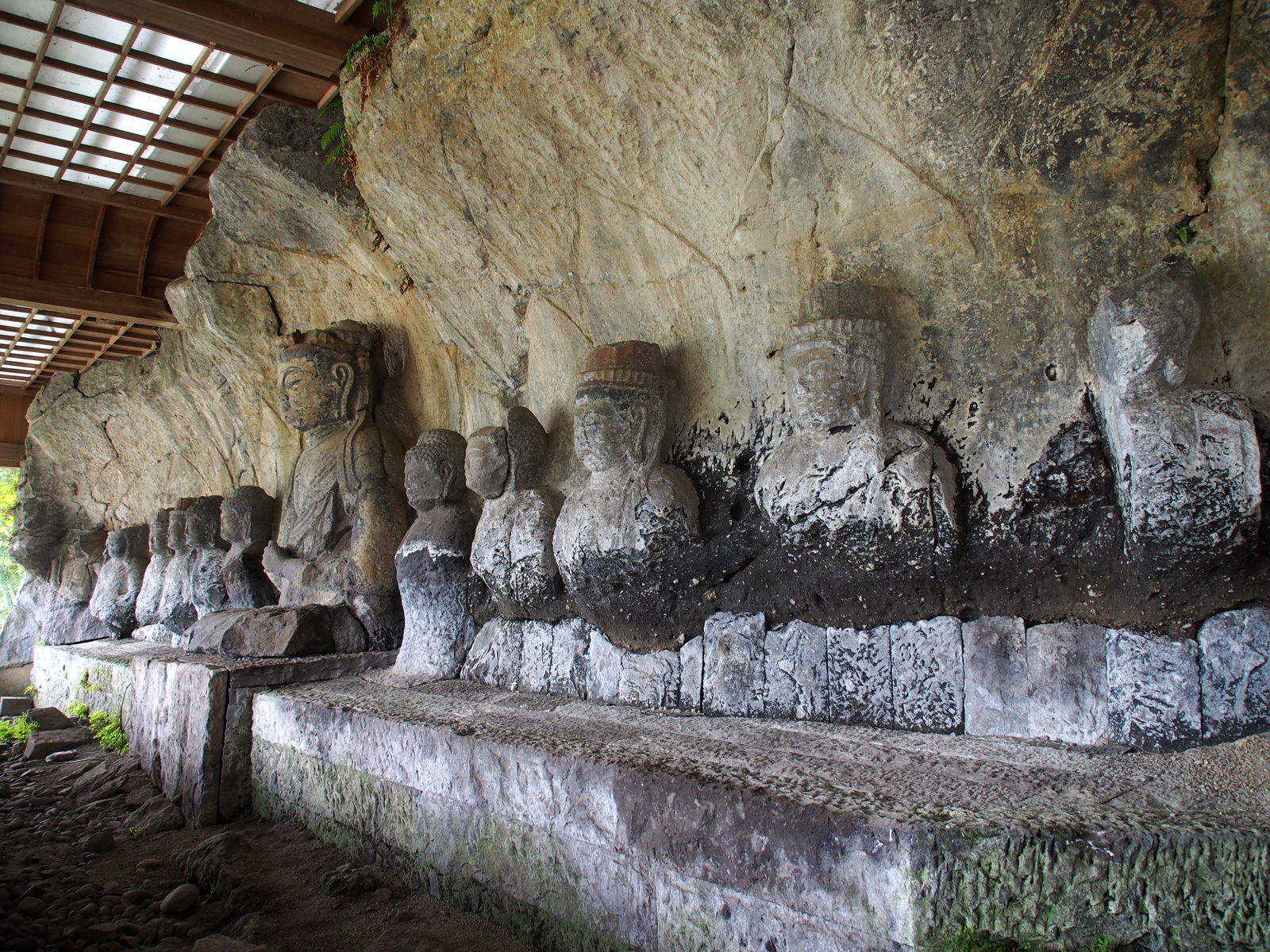
古園石仏群（大日如来及び諸尊像）

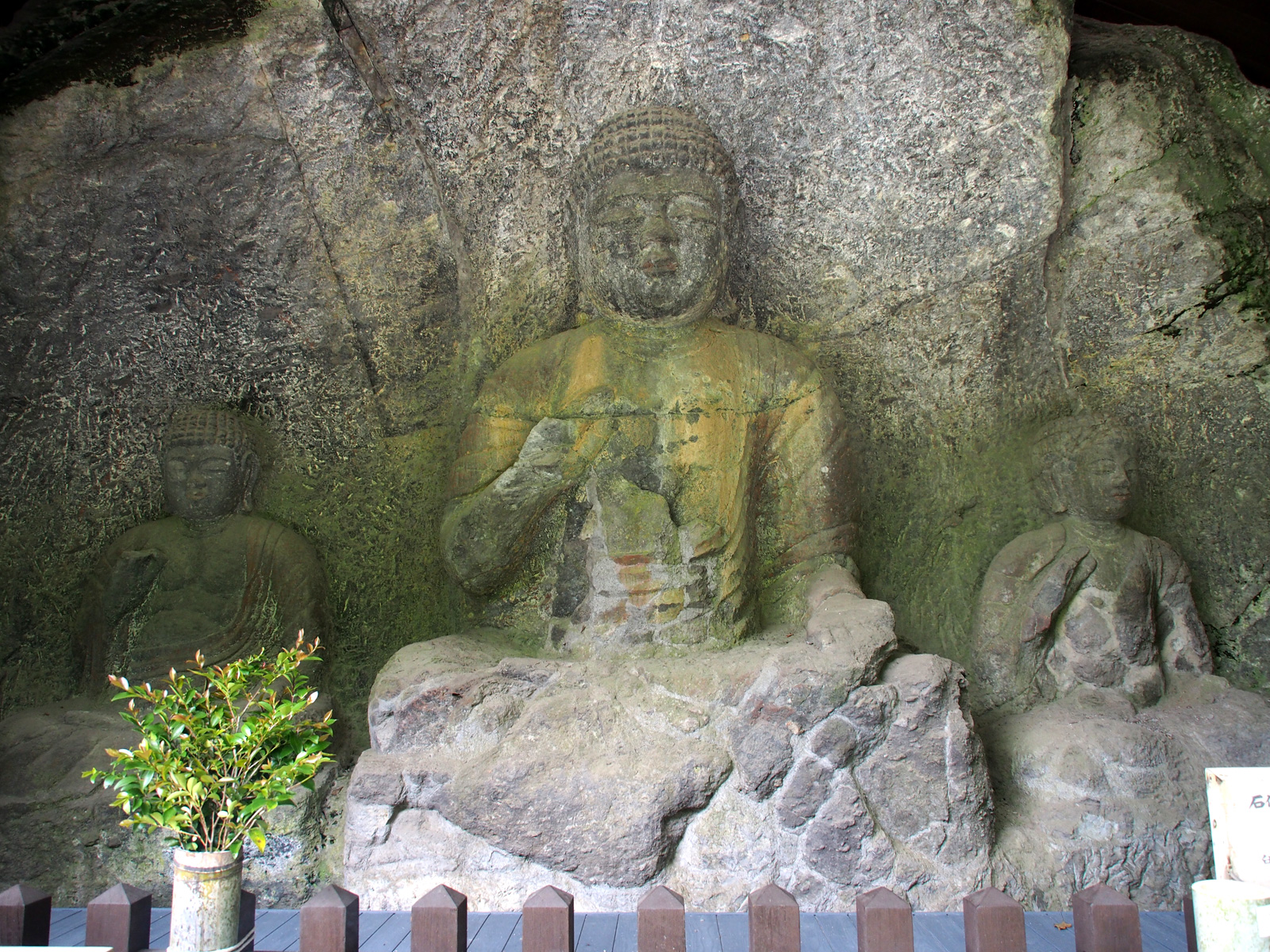
山王山石仏群（如来及び両脇侍如来像）

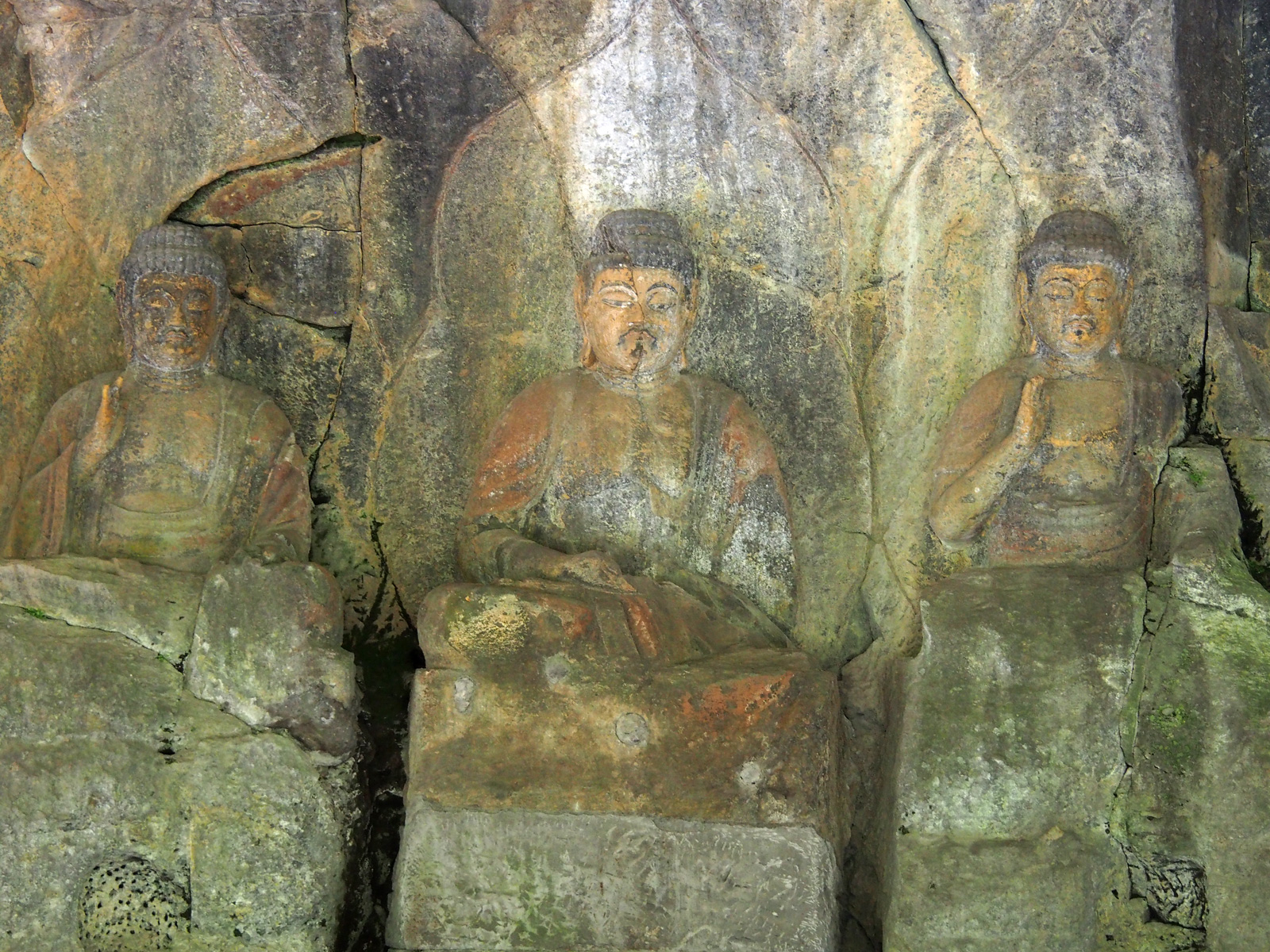
ホキ石仏第一群第二龕（如来三尊像）

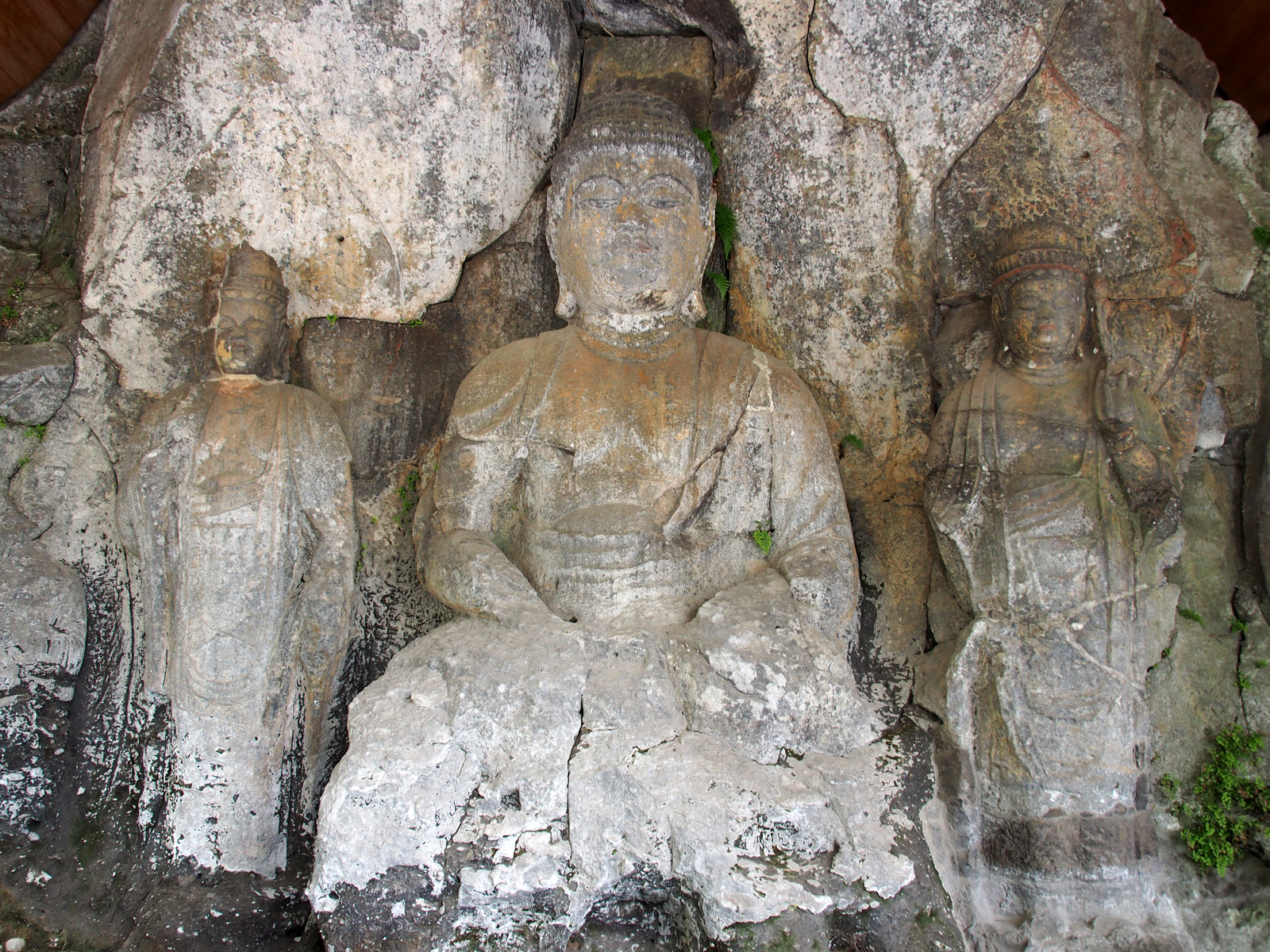
ホキ石仏第二群第一龕（阿弥陀如来及び両脇侍像）

磨崖仏は4か所に分かれて所在し、それぞれ古園石仏群、山王山石仏群、ホキ石仏第一群（堂ヶ迫石仏とも）、ホキ石仏第二群と称される。いずれも溶結凝灰岩の岩壁に高肉彫とし、像表面には彩色を施している。磨崖仏の造立年代を示す史料は皆無であるが、作風から大部分の像は平安時代後期の作、ホキ石仏第一群の向かって右側の第三龕・第四龕は鎌倉時代に追刻されたものと推定されている。

### 古園石仏群
古園石仏群は全13躯で、金剛界大日如来坐像を中心に、その左右にそれぞれ如来像2躯、菩薩像2躯、明王像1躯、天部像1躯を配する。尊像構成の意図には諸説あり、金剛界曼荼羅を表したものとする説もある。

### 山王山石仏群
山王山石仏群は全3躯で、丈六の如来坐像を中心に、その左右に小さめの如来坐像1躯ずつを配する。

### ホキ石仏第一群
ホキ石仏第一群（堂ヶ迫石仏）は、4つの龕に分かれる（向かって左より第一・二・三・四龕）。第一龕と第二龕はともに如来坐像3躯を配し、第一龕はさらに脇侍菩薩立像2躯を配す。第三龕は金剛界大日如来坐像を中心に、その左右に1躯ずつの如来坐像、さらに左右に1躯ずつの菩薩立像を配す。第四龕は左脚を踏み下げて坐す地蔵菩薩像を中心に、その左右に十王像を配す。以上のうち、第三・四龕は鎌倉時代の追刻とみられる。他に、第一・二龕間に愛染明王坐像がある。

### ホキ石仏第二群
ホキ石仏第二群は、向かって左の第一龕と右の第二龕からなる。第一龕は定印の阿弥陀如来坐像を中心に、左右に脇侍菩薩立像を配す。中尊像については弥勒仏像とする説もある。これらの向かって左にほとんど原形をとどめない菩薩形立像2躯がある。第二龕は九体阿弥陀如来像を中心とする。中央に阿弥陀如来坐像、その左右に4躯ずつの阿弥陀如来立像を配す。これらの左右に1躯ずつの菩薩立像を配するが、向かって左の菩薩像は原形をとどめていない。

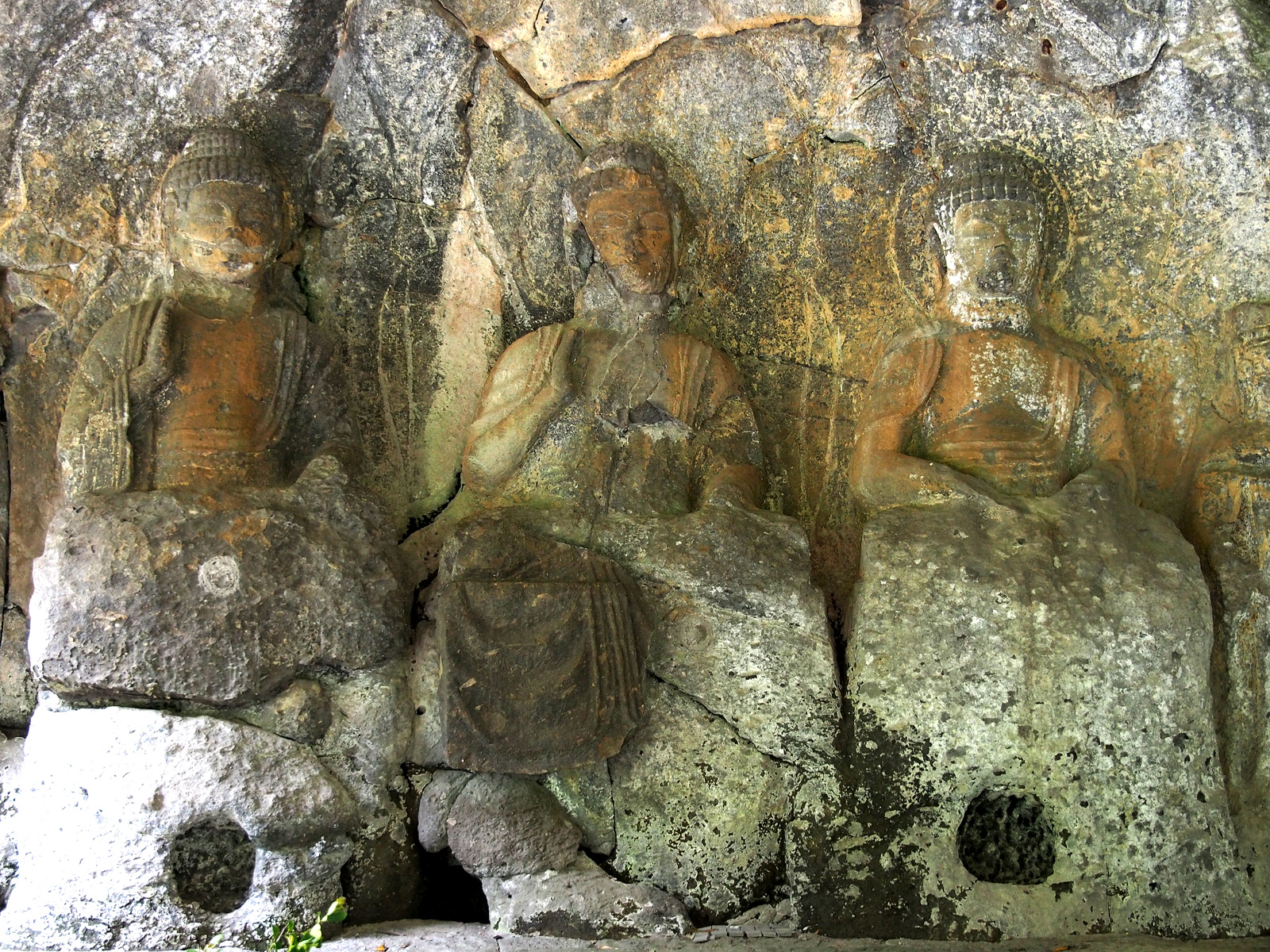
ホキ石仏第一群第一龕（如来三尊像）
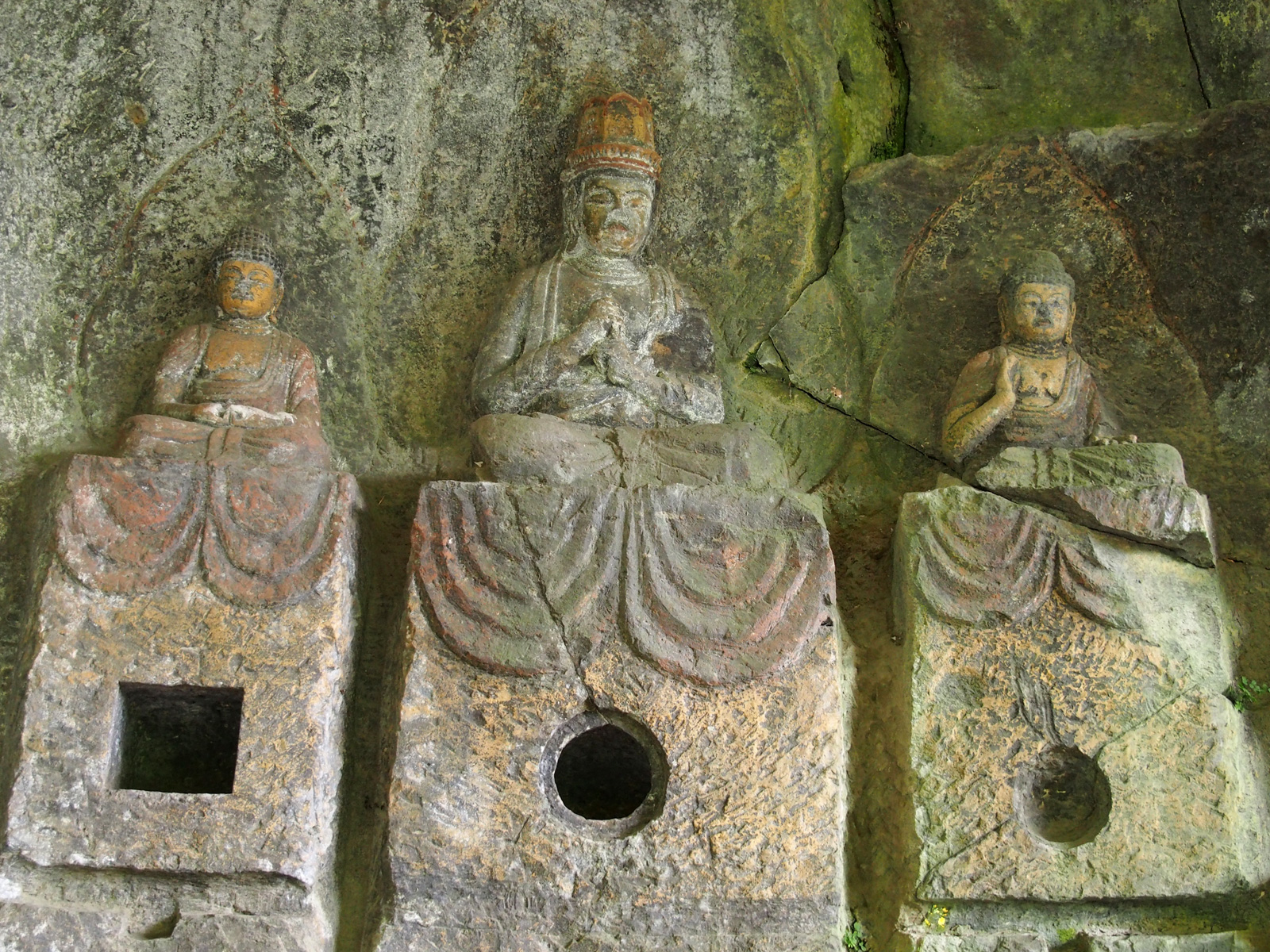
ホキ石仏第一群第三龕（大日如来及び諸尊像）
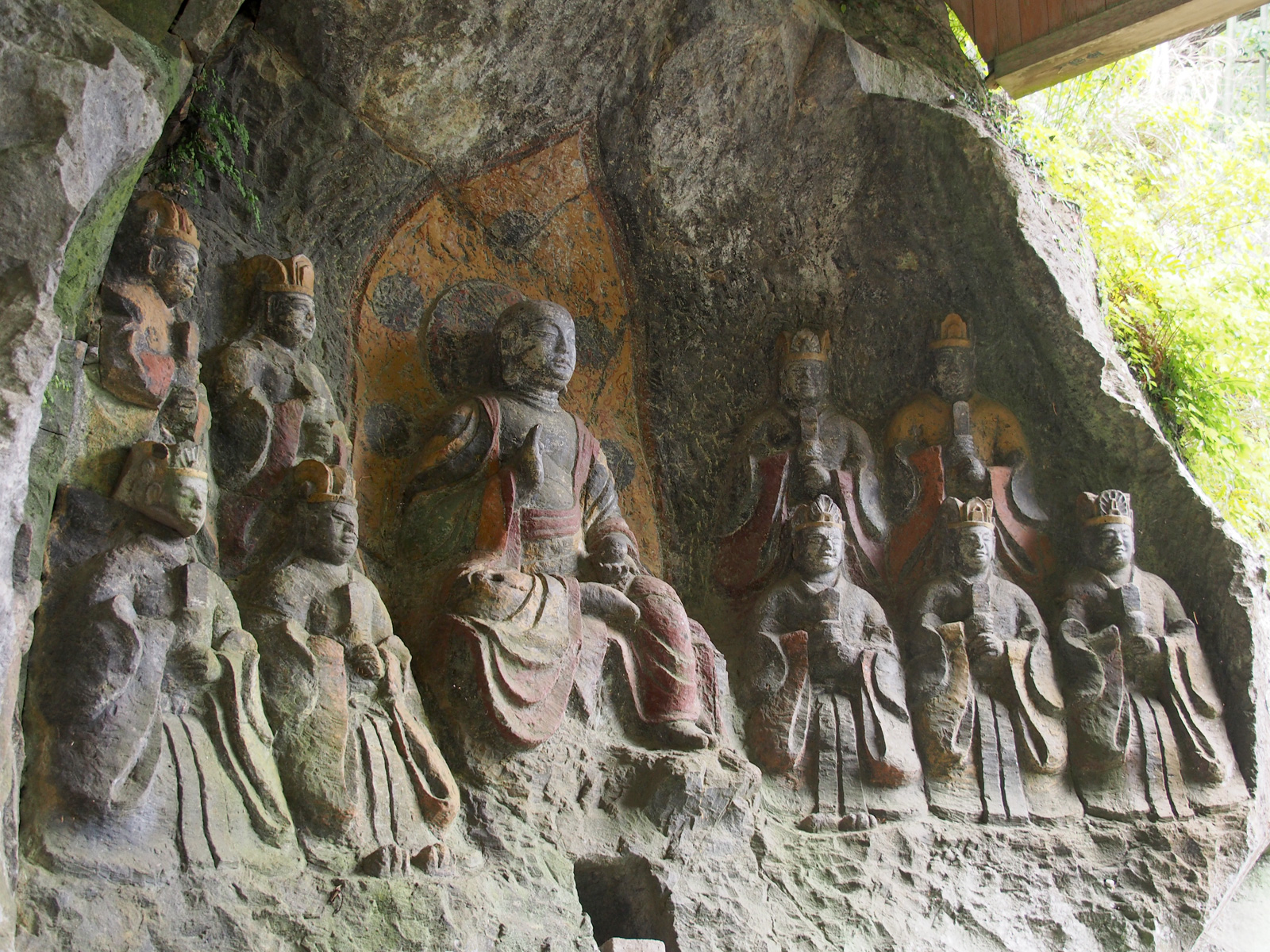
ホキ石仏第一群第四龕（地蔵菩薩及び十王像）
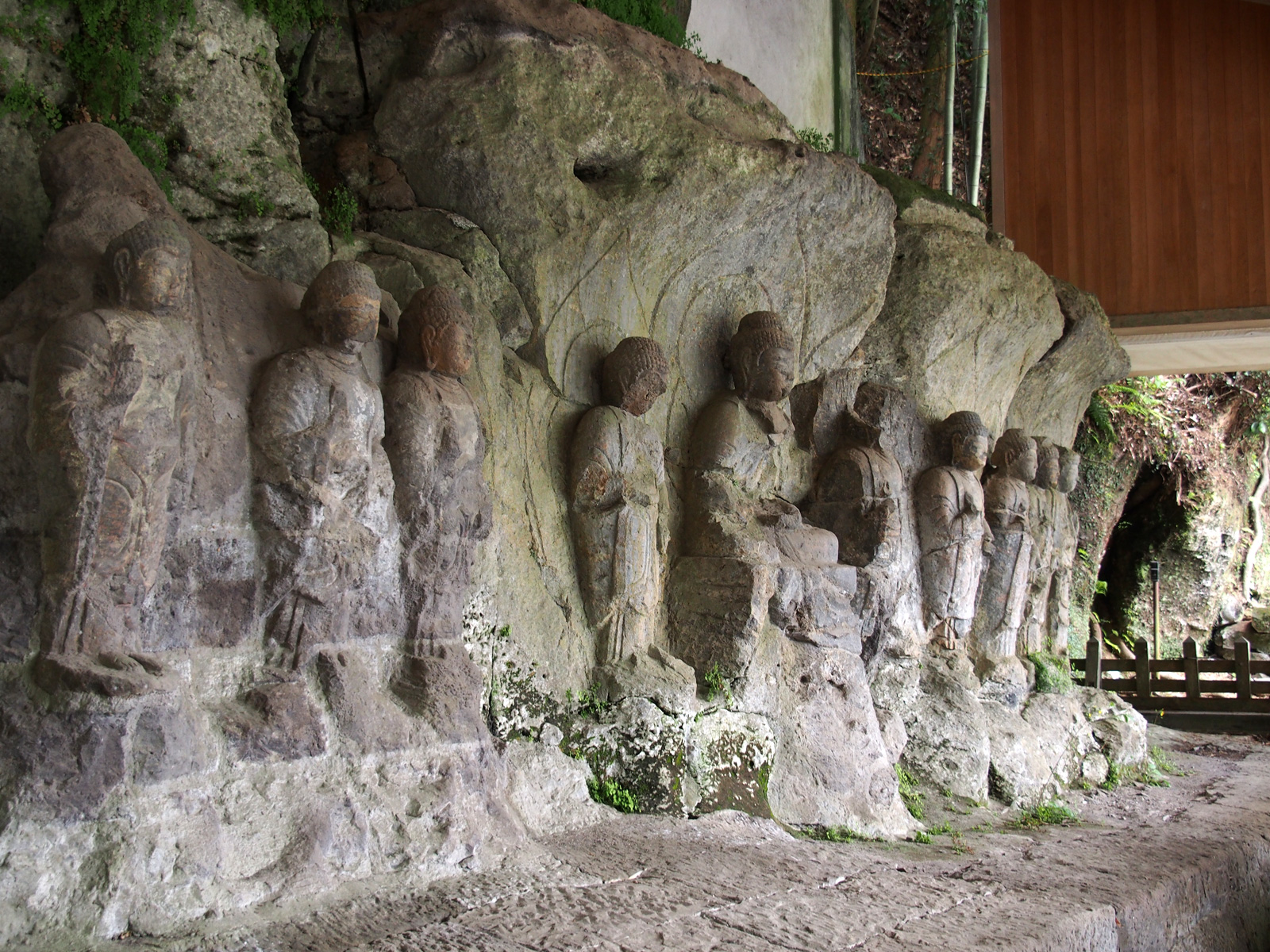
ホキ石仏第二群第二龕（阿弥陀如来及び諸尊像）

### 文化財
これらの石仏は1995年（平成7年）に「臼杵磨崖仏」の名称で彫刻部門の国宝に指定された。1995年時点の指定員数は本指定が27躯、附（つけたり）指定が32躯、計59躯であった。その後、2017年度に古園石仏の向かって右側にある金剛力士像2躯が国宝に追加指定された。官報告示による国宝指定名称は以下のとおり。
臼杵磨崖仏
- 大日如来及諸尊像（古園石仏） 13躯
- 金剛力士立像（古園石仏龕外左側） 2躯（※「左側」は石仏側から見ての左側（ = 向かって右側）を指す）（2017年度追加指定）[7]
- 如来及両脇侍如来坐像（山王山石仏） 3躯
- 如来三尊及両脇侍像（ホキ石仏第一群第一龕） 5躯
- 如来三尊坐像（ホキ石仏第一群第二龕） 3躯
- 阿弥陀如来及両脇侍像（ホキ石仏第二群第一龕） 3躯

附
- 愛染明王坐像 1躯（ホキ石仏第一群第一・二龕間）
- 大日如来及諸尊像（同第三龕） 5躯
- 地蔵菩薩及十王像（同第四龕） 11躯
- 不動明王・毘沙門天像[注 3]（ホキ石仏第二群第一龕左側） 2躯（※「左側」は本尊から見ての左側を指す）
- 菩薩形立像（ホキ石仏第二群第一龕右側） 2躯（※「右側」は本尊から見ての右側を指す）
- 阿弥陀如来及び諸尊像（同第二龕） 11躯

## 門前磨崖仏
国宝には指定されなかったが、国の特別史跡には含まれている。
- 多聞天像
- 如来三尊像
- 不動明王立像
- コンガラ童子像
- セイタカ童子像

## 国宝指定以外の石仏群
国宝指定の4群以外に、臼杵市内に3群の磨崖仏がある。

## 年中行事

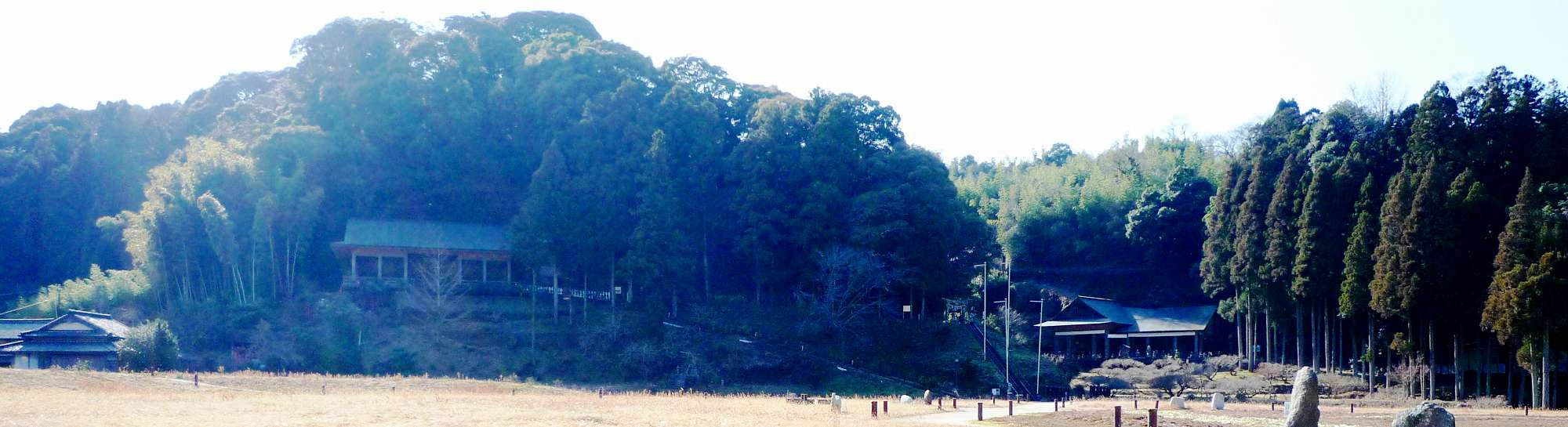
臼杵磨崖仏・全景
（中腹に左から古園石仏群、山王山石仏群、ホキ石仏第一群、ホキ石仏第二群の覆屋が並ぶ）

- 特別祈願法要

1月下旬
- 石仏火祭り

8月最終土曜日（雨天延期）
約1000本の松明に照らされた石仏が幻想的に浮かぶ。西日本最大の火祭りと言われる。
- 年越し供養法要

12月31日
石仏群前に焚かれた篝火と約600本の松明の中で行う法要。「いかづち太鼓」の音で新年を迎える。

## 周辺
満月寺
石仏を彫った人物とされる蓮城法師（連城法師）が創建したと伝えられている寺。
- 連城法師坐像

満月寺境内にある。臼杵磨崖仏群を作ったという伝説の人物の像。
- 真名野長者夫妻石像

満月寺境内にある。石仏を彫らせたという伝説の長者の像。室町時代の作。
- 仁王像

満月寺境内にあり、膝下が地面に埋没している。昔、この仁王像の鼻を削って飲むと鼻の病気が治るといった言われがあり、このため像の鼻は完全に無くなってしまっている。
- 宝篋印塔（日吉塔）・石造五重塔

満月寺境内にある石塔。宝篋印塔は国の重要文化財であり、特別史跡の「附」指定。五重塔は臼杵市指定文化財。
- 大鳥居

満月寺境内にある日吉社の鳥居。室町時代の建立とされる。名前は大鳥居であるが、標準的な神社のものと比べても小さい部類に入る。大分県指定有形文化財。
五輪塔
少し離れた場所に計3基の五輪塔がある。いずれもそれぞれ1つの石を削って五輪塔全体を刻み出した珍しい様式である。山王山石仏横の急な山道を上った所にある。
1基は、日吉神社境内近くにある。大部分が地中に埋没しているため、正確な高さは不明。大分県指定有形文化財。
残る2基は、上記の場所からさらに数百メートル奥にある大小2基の石塔。大きい方は嘉応2年（1170年）、小さい方は承安2年（1172年）の銘があり、日本で最も古い五輪塔の1つと言われている。国の重要文化財であり、特別史跡の「附」指定。
深田はす畑
満月寺前。2000年から拡張された。花の見頃の7月中旬から8月上旬に石仏の里蓮まつりが行われる。象鼻杯体験、ゆうはすの唄コンサートなどを実施。また、付近の料理店では蓮料理も提供（予約制）される。
深田の鳥居
国道502号臼杵石仏入口交差点付近。南北朝時代または室町時代前期作。高さ約3.3m。県指定有形文化財。

## アクセス
- 鉄道・バス
  - JR九州日豊本線上臼杵駅下車、南西4.5km。駅から北へ300mの臼杵平清水郵便局付近にある大分バス土橋（どばし）バス停[9]から三重、または大分県庁行きで約10分、臼杵石仏下車。毎時1本程度の頻度。
  - JR九州日豊本線臼杵駅下車。大分バス臼杵駅バス停[10]から三重行きで、臼杵石仏下車。なお、大分県庁行きは経由しない（臼杵駅近隣では城北バス停[11]、臼杵市役所バス停[12]などを経由）。
  - JR九州大分駅下車。大分バス大分駅前4番のりばから臼杵行きで、臼杵石仏下車。
- 飛行機・空港バス - 大分空港から、大分交通佐臼ライナーで、臼杵インター停留所下車、南西約2.8km、徒歩約35分。国道502号上西寄りの大分バス白馬渓バス停[13]からバスの利用も可能。
- 自動車 - 東九州自動車道臼杵インターチェンジより国道502号経由、南西約3.3km。
- 自転車 - 臼杵駅観光案内所のレンタサイクル（無料）[14]を利用。片道約6.6km。

## ギャラリー

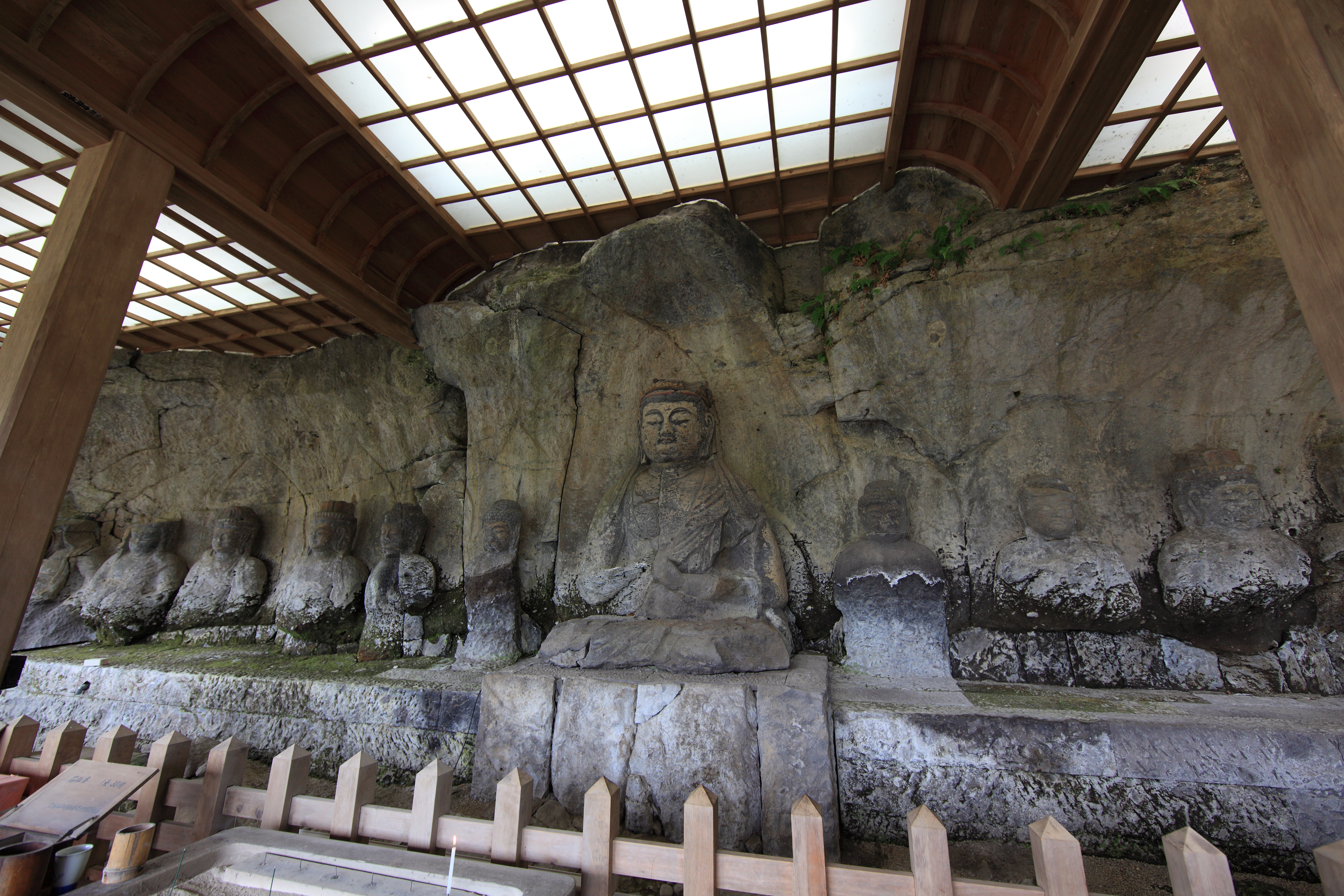
古園石仏群全景
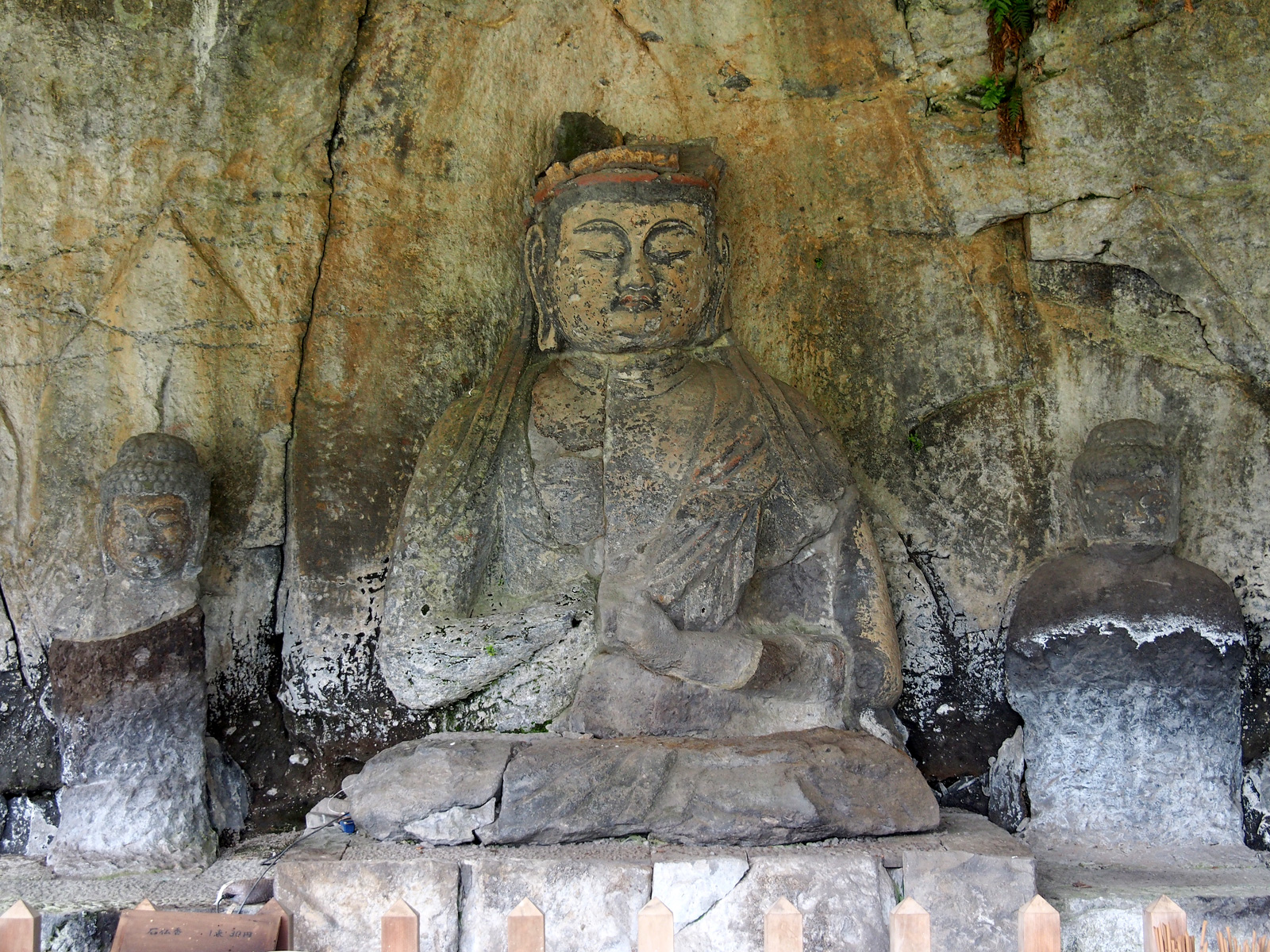
古園石仏群大日如来像
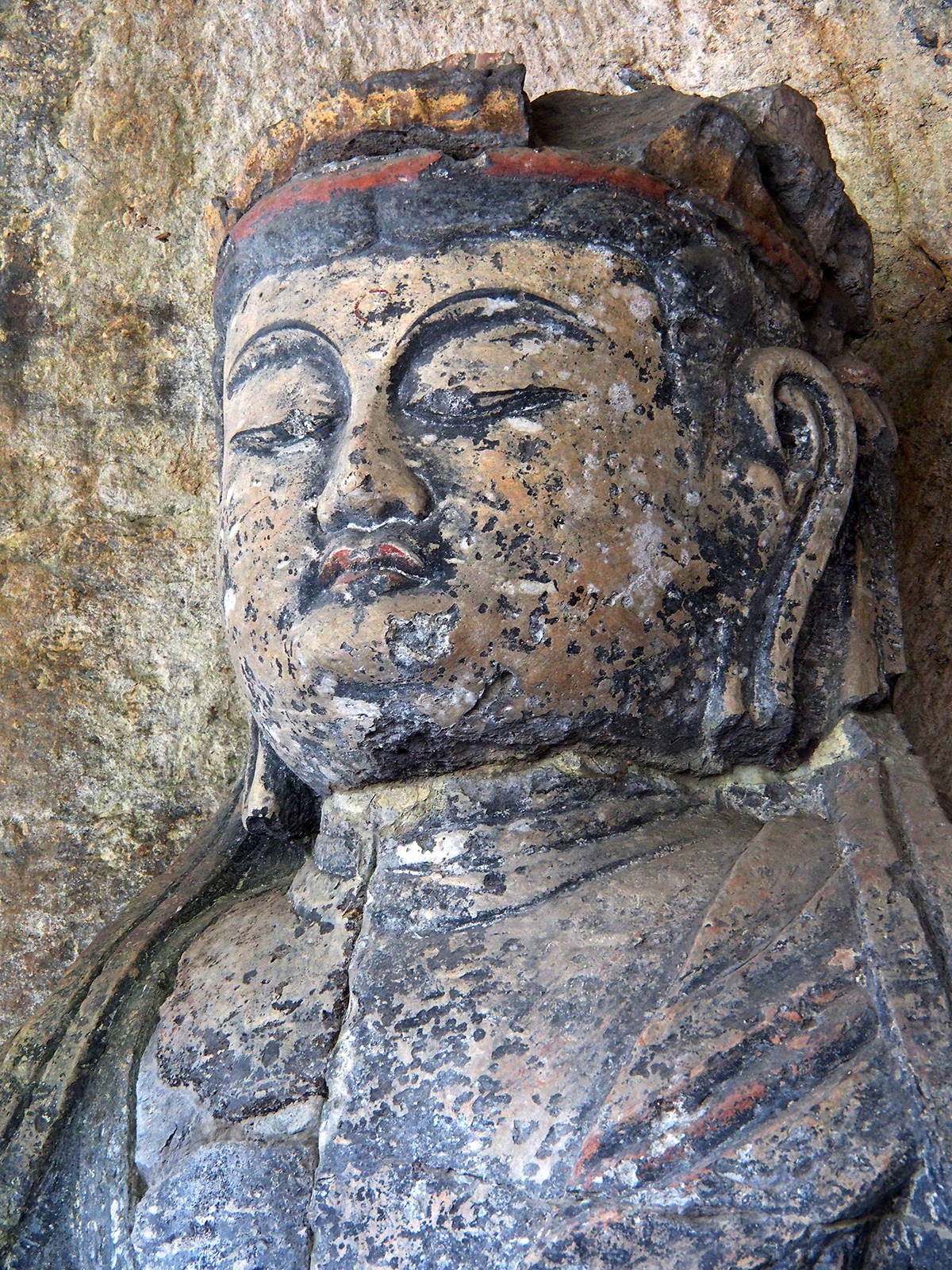
古園石仏群大日如来像
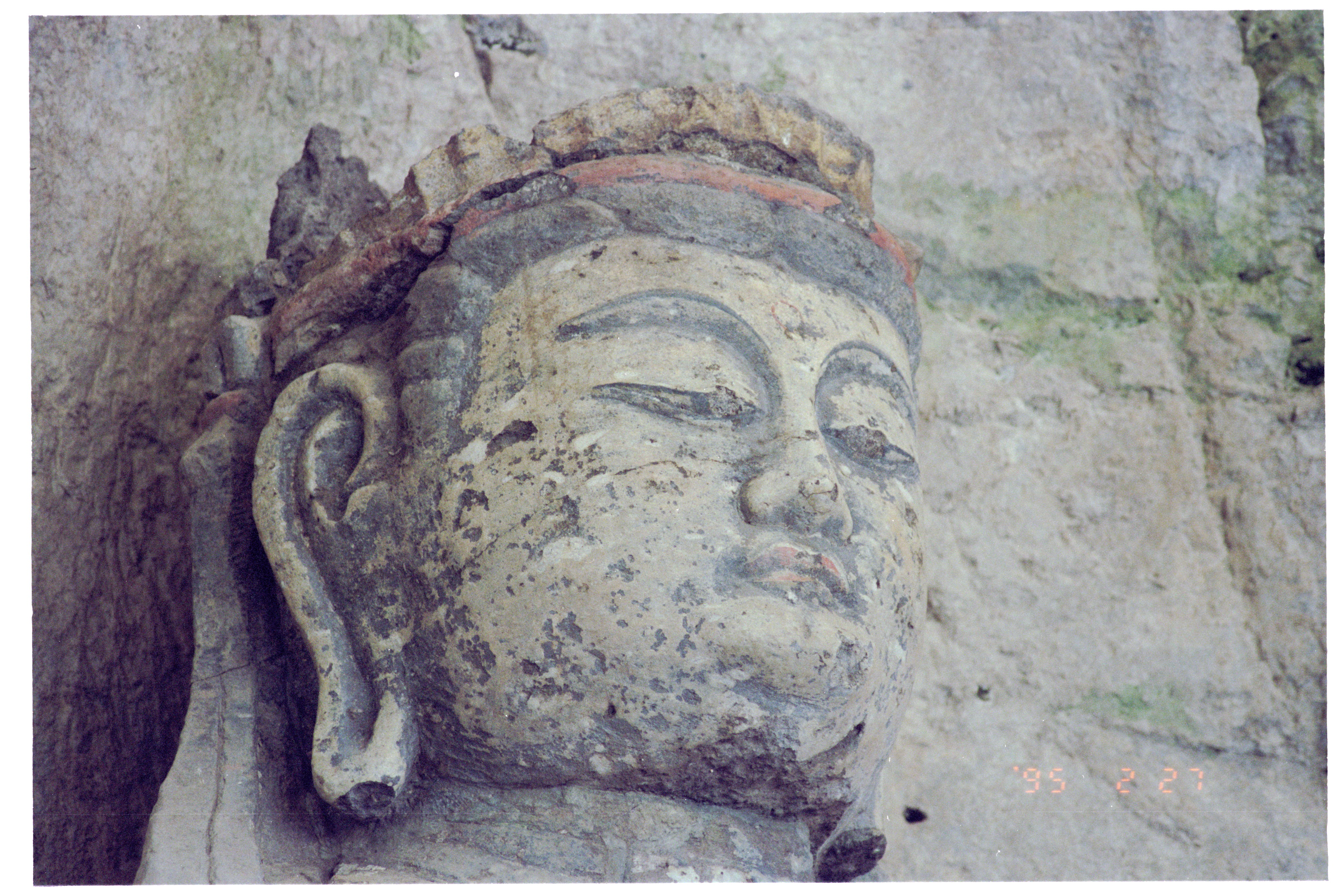
古園石仏群大日如来像（仏頭）
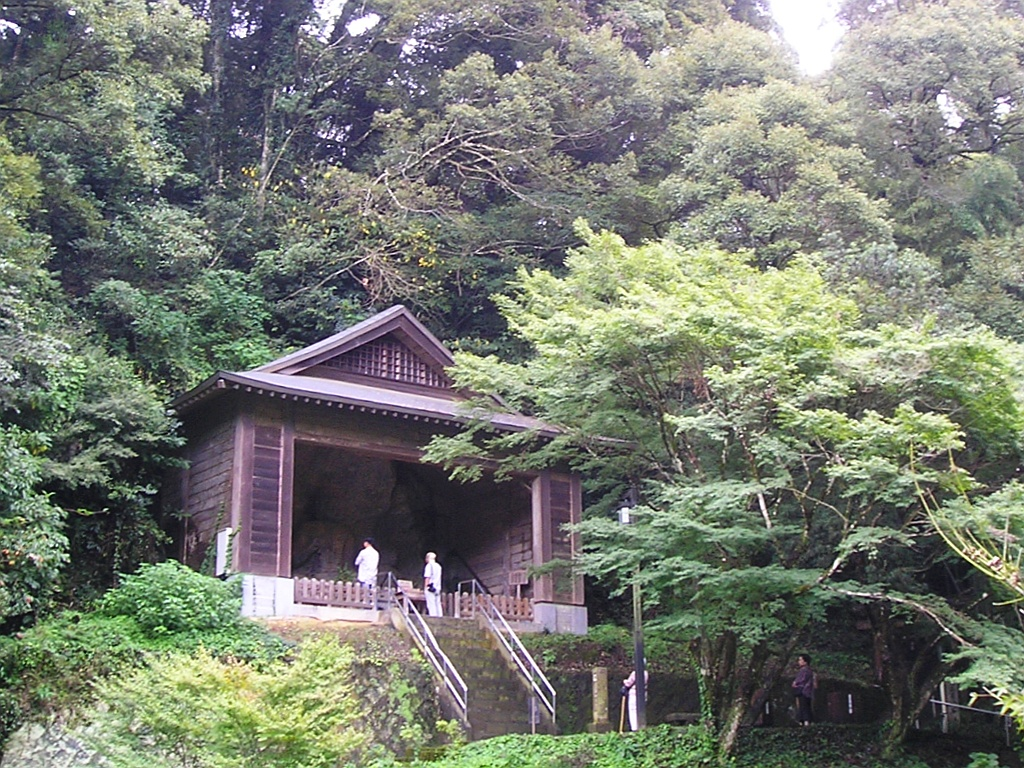
山王山石仏群覆堂
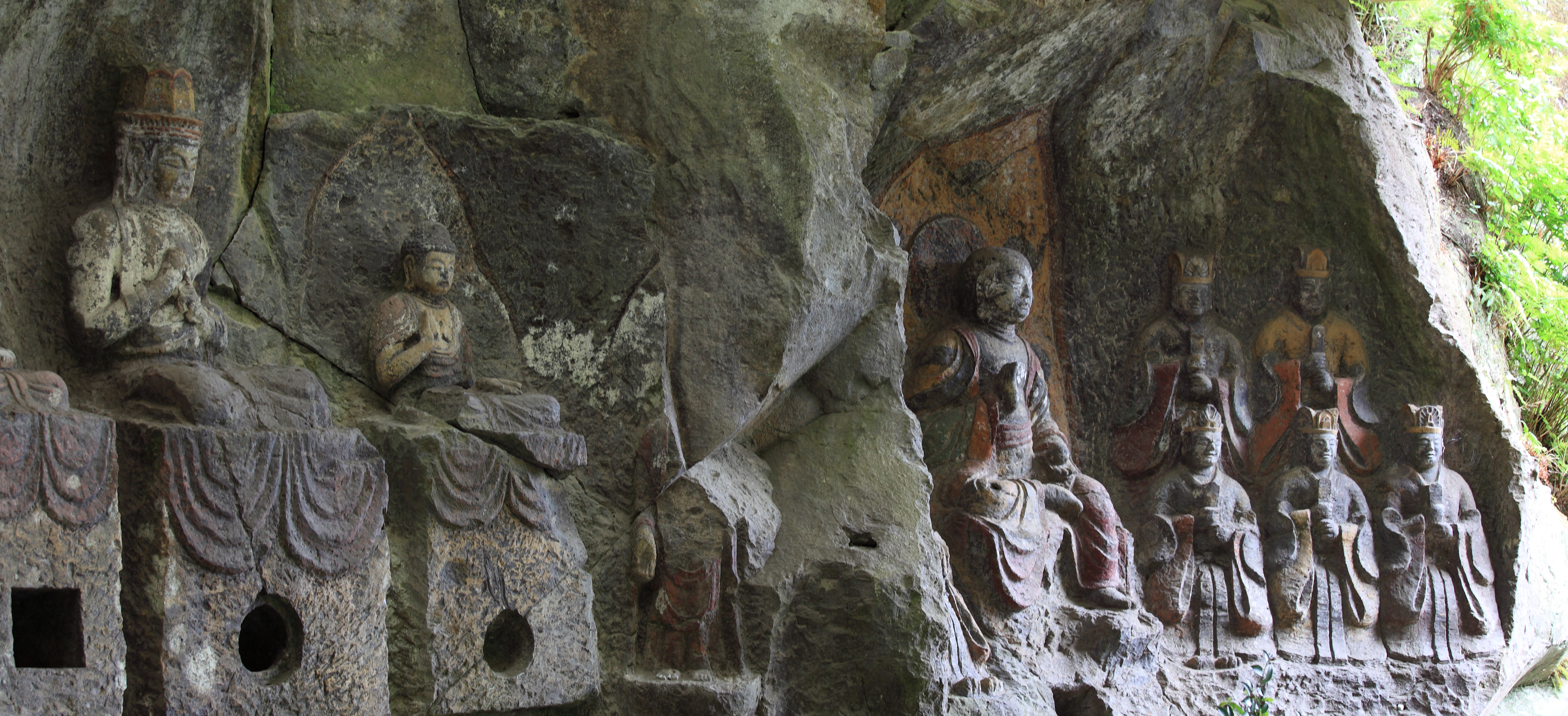
ホキ石仏第一群第三龕（左）・第四龕（右）
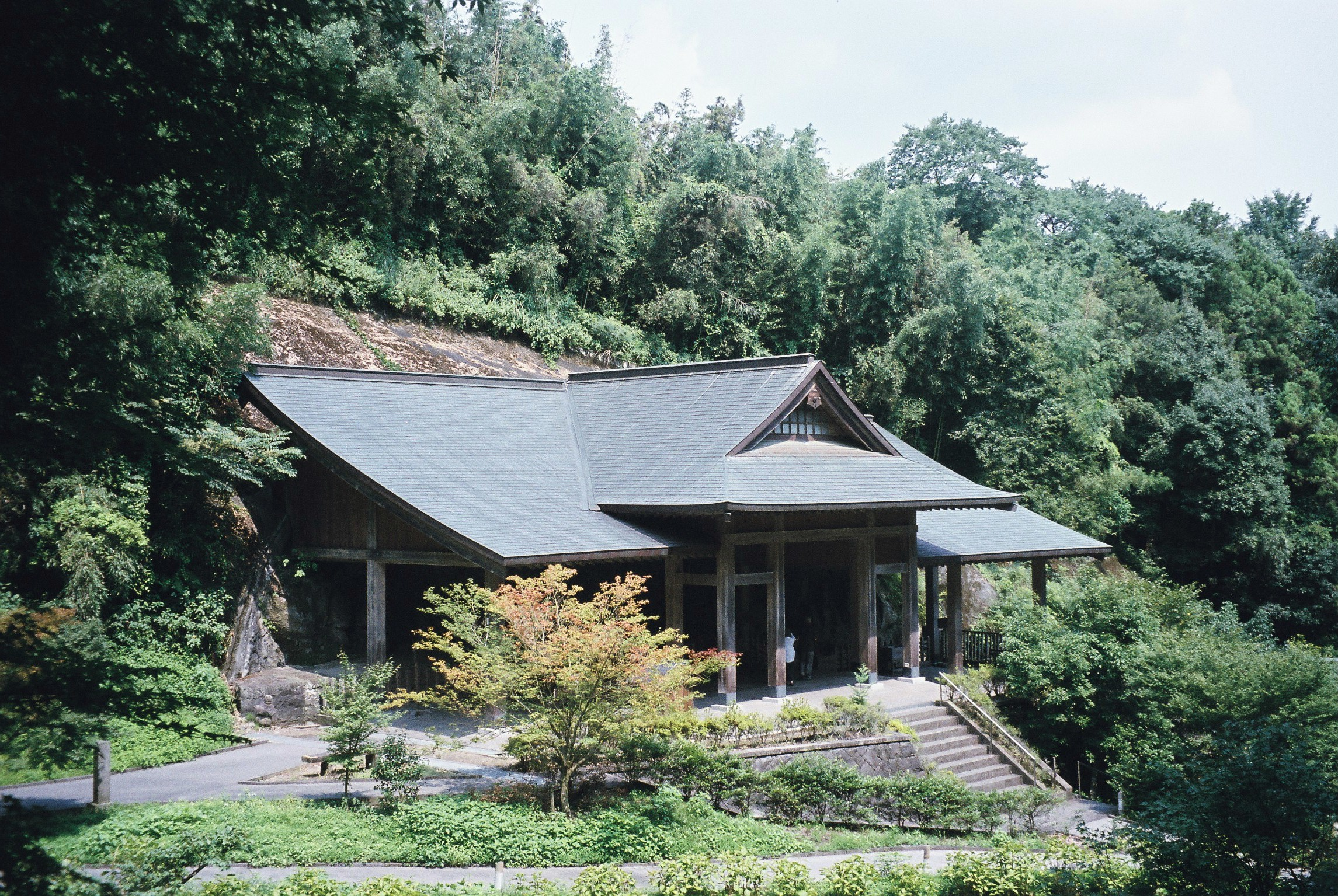
ホキ石仏第一群覆堂